# Río Usva
El río Usva (ruso: Усьва) es un río del krai de Perm en Rusia. Es tributario del río Chusovaya (por la ciudad de Chusovoy), lo que le incorpora a la cuenca hidrográfica del río Volga, al ser el Chusovaya afluente del río Kama, que vierte sus aguas al Volga. 

## Geografía
Este río nace en los montes Urales. La longitud del río es de 266 km, con una cuenca regada de 6.170 km², y una pendiente media de 1,4 m/km. Se hiela hacia noviembre y discurre bajo él hasta finales de abril o primeros de mayo. Su principal afluente es el Vilva.